# Micromus berzosai
Micromus berzosai är en insektsart som beskrevs av Monserrat 1992. Micromus berzosai ingår i släktet Micromus och familjen florsländor. Inga underarter finns listade i Catalogue of Life.